# لوئیسین
لوئیسین (انگلیسی: Luisín; ۱۱ مهٔ ۱۹۱۰ – ۲۱ مارس ۱۹۹۰) بازیکن فوتبال اهل اسپانیا بود.
از باشگاه‌هایی که در آن بازی کرده‌است می‌توان به باشگاه فوتبال رئال اویدو و باشگاه فوتبال سویا اشاره کرد.